# افراد حفاظت‌شده

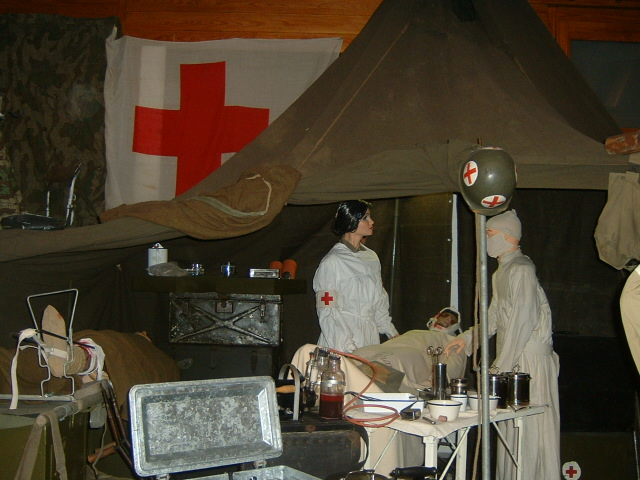
پرسنل پزشکی در حین یک جنگ مسلحانه خدمات انسانی خودرا دنبال می کنند و حفاظت شده تحت قانون انسان دوستانه بین المللی می باشند ،چه نظامی باشند یا مدنی.

افراد حفاظت شده (انگلیسی: Protected persons) یک عبارت حقوقی در چارچوب حقوق بین‌الملل بشردوستانه می‌باشد و نفراتی را در بر می‌گیرد که در حین یک درگیری مسلحانه تحت حفاظت ویژه کنوانسیون ژنو ۱۹۴۹ و پروتوکل الحاقی ۱۹۷۷ و حقوق انسان دوستانه بین‌الملل معمول قرار می‌گیرند.
تعریف قانونی رسته‌های مختلف افراد محافظت شده در درگیری‌های مسلحانه در هر کدام از کنوانسیون‌های ۱۹۴۹ ژنو و همچنین در پروتکل‌های افزوده سال ۱۹۷۷یافت می‌شود.
میزان حمایت و تعهد دولتها و احزاب در جنگ به نوع درگیری مسلحانه (بین‌المللی یا غیر بین‌المللی) و همچنین به رده افراد محافظت شده از نظر سن آنها (بزرگسال / کودک)، جنس (مرد / زن)، مشارکت در درگیری مسلحانه (رزمنده / اسیر / شخص مدنی) و وضعیت شخصی (به عنوان مثال، کشتی خراب، بیمار، زخمی و غیره) بستگی دارد.
حداقل حقوق و تضمین‌های اساسی بوسیله پروتکل‌های الحاقی I و II سال ۱۹۷۷ به اشخاصی که تحت کنوانسیون ۱۹۴۹ ژنو نباشند ارائه شده‌است. این مستقل از شخصیت درگیری (بین‌المللی یا ملی است.
علاوه بر این، پروتکل الحاقی دوم حفاظت از اشخاص محافظت شده موجود شامل اشخاص محافظت شده در منازعات غیر مسلحانه بین‌المللی (افراد محروم از آزادی، زخمی و بیمار، پرسنل پزشکی و مذهبی، جمعیت غیرنظامی) گسترش داد.

## تاریخچه
در سال ۱۸۶۲ آنری دونان کتاب خود «حافظه سولفورینو» را منتشر کرد. او در این کتاب تجربه خود را از وحشت جنگ در طول نبرد سولفورینو توصیف کرد. این کتاب تمایل عمومی برای بهبود شرایط زخمی‌های ارتش در این زمینه را افزایش داد. بعد از کنفرانس دیپلماتیک الهام گرفته از ایده‌های او و حضور دولت‌های اروپایی و چندین ایالت آمریکایی، کنوانسیون اول ژنو در سال ۱۸۶۴ توسط دوازده کشور اروپایی به تصویب رسید.
ماده ۶این کنوانسیون پیش از این تصریح کرده بود «رزمندگان زخمی و بیمار، متعلق به هر کشوری که ممکن است باشند، باید جمع‌آوری و مراقبت شوند». 
این کنوانسیون بر طبق مسائل جدیدی که در دو جنگ متوالی اتفاق افتاد با کنوانسیون‌های ژنو ۱۹۰۶، ۱۹۲۹ و ۱۹۴۹ جایگزین شده‌است.

## متن‌های قابل اجرا
در چهارچوب حقوق بشردوستانه بین‌المللی، چهار کنوانسیون ۱۹۴۹ ژنو، پروتکل‌های الحاقی۱۹۷۷ و قوانین بین‌المللی بشردوستانه بین‌المللی منشأ حقوق و حمایت‌ها برای گروه‌های مختلف افراد در زمینه درگیری‌های بین‌المللی مسلحانه و همچنین غیر بین‌المللی هستند. این متون بر حفاظت از قربانیان درگیری‌های مسلحانه تمرکز دارند و بر اساس یک اصل کلی: تعهد رفتار انسانی با افراد محافظت شده بدون تبعیض بر اساس نژاد (انسان)، جنس، ملیت، زبان، یا مذهب می‌باشد.
کنوانسیون‌های لاهه سال‌های ۱۸۹۹ و ۱۹۰۷ نیز در ریل اجرا می‌افتند. این کنوانسیون‌ها به‌طور کامل قابل اجرا و بخشی از قوانین بین‌المللی عرفی شده‌اند. حتی قبل از کنوانسیون ژنو، این کنوانسیون‌ها تعدادی از مقررات مهم را شامل می‌شوند در مورد حفاظت از زندانیان جنگی (اقدامات ممنوعه) و افراد مدنی (مثلا در طول اشغال) شامل می‌شدند.
علاوه بر این، قانون حقوق بشر نیز درگیری‌های مسلحانه را نیز در بر می‌گیرد و حفاظت از همه افراد در چارچوب قضایی کشوری افراد را تحت حفاظت می‌گیرد.
− 
−

## افراد حفاظت شده مرتبط با نیروهای مسلح
تعریف قربانی نظامی توسط ماده ۱۳ کنوانسیون اول ژنو ۱۹۴۹. و ماده ۴ کنوانسیون ۲ ژنو ۱۹۴۹ داده شده‌است و برای بهبود وضع اعضای زخمی، بیمار و کشتی خراب نیروهای مسلح در دریا می‌باشد. برای قربانیان نظامی چندین زیر مجموعه وجود دارد.
- زخمی و بیمار در نیروهای مسلح در زمین نبرد؛
- اعضای مجروح، بیمار و کشتی ناپدید شده نیروهای مسلح در دریا. استاتوی. کشتی خراب شده دارای مدت مشخصی است و می‌تواند بسته به رویدادهای دریا و وضعیت نیروهای رزمنده یا زندانی جنگی (برای ارتش) تغییر کند تا اشخاص تحت ماده ۴ کنوانسیون چهارم ژنو (برای غیرنظامیان) مورد حفاظت قرار گیرند.
- پرسنل پزشکی و مذهبی وابسته به نیروهای مسلح
- خبرنگاران جنگی

### اثرات قانونی
- در ماده ۱۲ کنوانسیون اول ژنو دو نوع تعهد برای کشورهای امضاء کننده وجود دارد:
- احترام، محافظت و نجات نظامیان زخمی و بیمار
- درمان و مراقبت بدون هیچ تبعیضی بین آنها ارائه شود.
- علاوه بر این، پروتکل الحاقی ۱ کنوانسیون ژنو یک حفاظت یکسان برای همه بیماران و مجروحین و کسانی که کشتی شان خراب شده، مستقل از وضعیت نظامی یا مدنی آنها، ایجاد می‌کند. در مقابل، بیماران و زخمی‌ها باید از رفتار خصمانه خودداری کنند تا از این حفاظت بهره‌مند شوند.[۹]

در صورت لزوم، قدرت‌های متخاصم می‌توانند به نهادهای خیریه مردم غیرنظامی متوسل شوند. این یعنی مردم غیرنظامی فقط باید به زخمی‌ها و بیماران خوش رفتاری کنند و به ویژه از برخورد خشونت‌آمیز با آنها خودداری کنند. اما در عین حال نباید برای رسیدگی به فرد مجروح یا بیمار مورد مؤاخذه یا برخودر قرار گیرند.

## زندانیان جنگی
تعریف قانونی زندانیان جنگی در ماده ۴ کنوانسیون سوم ژنو آمده و شامل برافراد زیر، که " در چنگ قدرت دشمن افتاده‌است": می‌شود:
- مبارزان عادی دشمن (اعضای نیروهای مسلح، شبه نظامیان، اعضای سپاه داوطلب، جنبش مقاومت)؛
- غیر نظامیان خاص، مانند خدمه غیرنظامی هواپیماهای نظامی، خبرنگاران جنگی، نفرات خرید، اعضای واحدهای کار یا خدمات رفاهی نیروهای مسلح
- اعضای تیم‌های پزشکی، مبلغین مذهبی که به زندانیان جنگی کمک می‌کنند، نباید به عنوان زندانیان جنگ به حساب با اینحال، حق حفاظت آنها کنمتر از حق حفاظتی نیست که به زندانیان تعلق می‌گیرد.

افراد مختلفی هستند که بدون آنکه استاتوی زندانی داشته باشند اما حق بهره‌مند شدن ازهمان برخورد مساوی را دارند(پارلمانترها، کودکان، رزمندگان). در صورت شک و تردید در مورد وضعیت شخص مربوط فرض بر وضعیت زندانیان گذاشته می‌شود تا زمانی که وضعیت دقیق فرد توسط دادگاه صالح مشخص شود.

## افراد با موقعیت های خاص
چهار گروه از افراد نیاز به مراقبت مضاعف دارند:
فراریان از دست نیروی متخاصم حد اقل بایستی به عنوان زندانی‌ها ی جنگی محسوب شوند یا در وضعیت نه کمتر مطلوب قرار گیرند
خائن گرفتار شده در دست نیروهای خودی، بر طبق عملکرد غالب در دنیا هیچ حقی برای داشتن استاتوی زندانی جنگی ندارد
جاسوس چه (رزمنده در اونیفورم یا از ساکنین منطقه اشغال شده) و چه (فرد مدنی یا رزمنده بدون اونیفورم) به عنوان زندانی جنگی محسوب نمی‌شود.
مزدور، برای حفظ و احترام به معیارهای جمعی، هیچ حقی به عنوان زندانی جنگی یا رزمنده ندارد.

### اثرات حقوقی
- برخوردهای انسانی - زندانیان جنگی علیه خشونت، ارعاب، توهین و کنجکاوی عمومی محافظت می‌شوند آنها بایستی محل استقرار داشته و غذای کافی دریافت کنند. قطع عضو، قرار گرفتن تحت آزمایش‌ها پزشکی و علمی حذف اندام برای حمل و نقل ممنوع است. محل اقامت، غذا، بهداشت، دریافت خدمات پزشکی از حقوق آنهاست. آنها حق مالکیت، نمایندگی و نگهداری درجه و نشان خود را دارند. آنها همچنین حق دارند ملیت خود را حفظ کنند.[۱۰]
- کار - زندانیان جنگی ممکن است توسط قدرت بازداشت کننده برای کار با احترام به سن، جنس، رتبه، صلاحیت جسمانی مورد استفاده قرار گیرند
- اقدامات بعدی - قدرت بازداشت کننده می‌تواند زندانیان جنگی را مطابق با قوانین، نظام و مقررات خود تحت پیگرد قانونی قرار دهد. در طی محاکمه جنایی، زندانی می‌تواند با دادگاه همکاری کند. محاکمه قضایی علیه زندانیان جنگی مطابق با قواعد دادرسی عادلانه انجام می‌شود. هر گاه امکانش باشد اقدامات انضباطی به جای اقداما قضایی صورت گیرد. حتی پس از محکومیت، زندانی استاتوی زندانی جنگی را حفظ می‌کند. مجازات اعدام توسط حقوق عرفی و کنوانسیون‌ها پذیرفته است
- بازپس فرستادن - زندانیان به شدت مجروح یا بیمار، بدون توجه به شماره یا رتبه، به کشور خود بازگردانده می‌شوند. بقیه زندانیان جنگی پس از پایان یافتن خصومت‌های فعال آزاد و بازپس فرستاده می‌شوند.[۱۱]

## اشخاص مدنی
واژه اشخاص مدنی حفاظت شده در ماده ۴ کنوانسیون ۴ توضیح داده شده‌است. این ماده همه اشخاص مدنی را در کل حفاظت نمی‌کند اما تنها آنهایی را که در حین درگیری مسلحانه «در دست طرف مقابل» هستند. «اشخاصی که در یک لحظه خاص و به هر شکلی خود را ردر وسط یک درگیری یا اشغال می‌یابند در دستان افراد یک طرف جنگ یا در دستان قدرت اشغال کننده که آنها از اتباع ان نیستند». در صورت شک و تردید، افراد فرض می‌شود غیرنظامی هستند
به نظر می‌رسد اتباع کشورهایی که بخشی از کنوانسیون‌های ژنو ۱۹۴۹ نیستند در این متون حافظت نمی‌شوند. اما با توجه به این که تصویب در حال حاضر جهانی و نقش قوانین بشردوستانه بین‌المللی معمول است، این محدودیت دیگر از مرجع عملی نیست. افراد بیطرف تا زمانی که روابط دیپلماتیک طبیعی بین "کشوری که ملیت آنرا دارند، و کشوری که خودشان را در ان می‌یابند، برقرار است " در کادر محافظت قرار نمی‌گیرند.
تعریف دیگری توسط ماده ۵۰ پروتکل الحاقی ارائه شده‌است، اما به روش منفی - هر کسی که به نیروهای مسلح یا زندانیان جنگی وابسته نیست، از مردم غیرنظامی است. به این ترتیب، افرادی که تحت کنوانسیون ژنو قرار نگرفته‌اند، از حداقل حمایت بهره‌مند می‌شوند. در حقیقت، حمایت از غیرنظامیان به موارد جنگ رهایی‌بخش ملی افزوده شده‌است.
.
تأثیر قانونی وضعیت بستگی به استاتوی افراد مدنی و محل آنها (در قلمرو طرف دشمن یا در قلمرو اشغال شده) دارد.
غیرنظامیان چنانچه در خصومت علیه دشمن شرکت کنند ممکن است حفاظت در برابر حملات را از دست بدهند.

### حفاظت عام افراد غیرنظامی
بر طبق کنوانسیون ۴ ژنو حقوق افراد غیرنظامی محافظت شده مطلق و لایتجزاست. از این نتیجه می‌گیریم:
- طرف‌های درگیری‌های مسلحانه نمی‌توانند توافق خاصی را امضا کنند که به‌صورت منفی بر وضعیت افراد محافظت شده تأثیر می‌گذارد. (ماده ۷ کنوانسیون ۴ ژنو)
- حقوق افراد حفاظت شده نمی‌تواند انکار شود. . (ماده ۸ کنوانسیون ۴ ژنو)

افراد محافظت شده از مناطق اشغالی یا ضمیمه نمی‌توانند از حقوق مندرج در کنوانسیون ژنو محروم شوند.
- [۱۵]
- پروتکل الحاقی ۱حملات بی‌رویه و انتقام جویی علیه افراد غیرنظامی، وسایل آنها و نیازهای بقایشان را ممنوع می‌دارد.

تعدادی از حقوق اساسی برای افراد مدنی وجود دارد:
- احترام به اشخاص، افتخارات آنها، حقوق خانواده آنها، اعتقادات و شیوه‌های مذهبی آنها و شیوه‌ها و آداب و رسوم آنها "

آنها باید در برابر اعمال خشونت، ارعاب، توهین و کنجکاوی عمومی محافظت شوند
- رفتار برابر-حفاظت باید بدون هر کونه تبعیض بر اساس نژاد، ملیت ارائه شود. دین، عقاید سلامت، رتبه، تمایل جنسی و سن پذیرفته می‌شود
- امنیت - افراد محافظت شده نمی‌توانند به عنوان یک سپر انسانی مورد استفاده قرار گیرند.. مجازات‌های فجیع شکنجه، قتل، مجازات‌های جمعی و آزمایش‌ها ممنوع است. گروگان‌گیری و غارتگری ممنوع است

در صورت عدم درگیری بین‌المللی مسلحانه، ماده ۳ کنوانسیون سوم ژنو حقوق اساسی را به افراد ملکی می‌دهد.

### افراد غیرنظامی در قلمرو نیروی مهاجم
در صورتی که کنوانسیون چهارم ژنو اطلاق می‌گیرد اشخاص حفاظت شده می‌توانند آن قلمرو را ترک کنند، مگر اینکه  این کار با منافع دولت متخاصم سازگار نباشد.(به عنوان مثال مردانی که در سن جنگندگی هستند) . ( کنوانسیون چهارم ژنو – ماده ۳۵).
فرد حفاظت شده باید  بتواند در برابر امتناع از دادن اجازه خروج به او  از قلمرو، درخواست تجدید نظر کند.  این ریل کار باید بر اساس مصوبه‌های دادگاه ه عادلانه پیش رود. ( کنوانسیون چهارم ژنو – ماده ۳۵ و ۴۸).
محدودیت‌های متعددی را می‌توان به اتباع طرف دشمن اعمال کرد .محل اقامت، اینترنت، ثبت نام و غیره) ( کنوانسیون چهارم ژنو – ماده ۴۱ و ۴۲)..
اما آنها باید قادر به دریافت رسیدگی‌های پزشکی باشند آیین مذهبی خود را اجرا کنند، از منطقه خطر یا نظامی دور شوند و شغلی که در مقابلش پول دریافت کنند داشته باشند.

### افراد غیرنظامی در مناطق اشغال شده
- قدرت‌های اشغال کننده می‌بایست  حداقل حقوق زیر را محترم بشمارند
- اخراج افراد حفاظت شده از قلمرو اشغال شده ممنوع است به جز در مورد تخلیه به دلایل امنیتی و یا به دلایل نظامی ضروری؛ چنین تخلیه ای اگر به‌وجود آید، باید موقت باشد؛ قدرت اشغالگر هرگز نباید شهروندان غیرنظامی خود را به خاک اشغال شده منتقل کند.
- در صورت تخلیه و انتقال، قدرت اشغالگر باید رفتار انسانی و امنیت را برای افراد محافظت شده تضمین کند.
- کار اجباری ممنوع است
- تخریب دارایی های شخصی و اموال غیرمنقول ممنوع است.
- قدرت اشغالگر باید مواد غذایی و تجهیزات پزشکی ، و همچنین مراقبت‌های پزشکی به جمعیت سرزمین‌های اشغالی را تأمین و نگهداری کند (کنوانسیون جهارم ژنو – ماده ۴۷ )

## پرسنل پزشکی ، مذهبی و انسانی
پرسنل پزشکی از حفاظت از تمامی چهار کنوانسیون ژنو برخوردار است. در واقع، این دسته از افراد اشخاص حفاظت شده تحت قوانین بشر دوستانه بین‌المللی می‌باشند. ، به‌ویژه رزمندگان زخمی و بیمار. آنها نباید مورد حمله قرار گیرند، بلکه بر خلاف آن مورد احترام قرار گرفته ، از خطر دور نگهداشته شده و در انجام وظایف پزشکی یا معنوی خود  آزاد باشند, مگر اینکه آنها مورد استفاده قرار گیرد تا مرتکب اقدام‌ها مضر برای دشمن شون . این حفاظت شامل کارکنان دائمی، کمکی پزشکی، کشیشان، کارکنان نهضت بین‌المللی صلیب سرخ و هلال احمر و دیگر انجمن‌های کمک داوطلبانه، جوامع بیطرف در صورت موافقت با طرفین درگیری. بیمارستان‌ها، حمل و نقل پزشکی، کشتی‌ها، واحدها، و موسسات نیز محافظت می‌شوند و باید نشان‌ها و علائم مربوط را داشته باشند.
پرسنل دائمی نگه داشته شده به عنوان زندانی جنگی محسوب نمی‌شوند بلکه باید حداقل از همان حفاظت بهره‌مند شوند. پرسنل کمکی باید زندانیان جنگ باشند.

## زنان
کنوانسیون‌های ژنو محافظت ویژه ای را برای زنان در هر شرایطی فراهم می‌کند. زنان زخمی و بیمار (اعضای ارتش، زندانیان جنگی) باید با توجه به جنس آنها رفتار شوند (ماده ۱۲ کنوانسیون اول و دوم ژنو، ماده ۱۴ کنوانسیون سوم ژنو)
در طول اسارت، آنها باید در اماکنی جدا از مردان نگهداری شوند و امکانات جداگانه ای داشته باشند؛ و و تحت سرپرستی زنان قرار گیرند (ماده ۲۵ و ۲۹ کنوانسیون سوم ژنو، ماده ۷۶ کنوانسیون چهام ژنو)
زنان به ویژه در برابر هر گونه حمله به نجابت خود، به خصوص در برابر تجاوز جنسی، اجبار به فحشا یا هر نوع حمله ناشایسته باید حفاظت شوند.
زنان باردار، زنان در هنگام زایمان، زنان شیرده یا زنانی که بچه‌های کمتر از ۷ سال دارند، به عنوان بیمار و زخمی در نظر گرفته می‌شوند.

## کودکان
ماده‌های مختلفی از کنوانسیون‌های ژنو حفاظت خاصی برای کودکان زیر سیزده سال قائل می  شود.
کودکان به عنوان قربانیان درگیری‌های مسلحانه محافظت می‌شوند. آنها می‌توانند در زمان صلح از مناطق مخصوص بیمارستان و ایمنی بهره‌مند شوند ودر زمان بروز خصومت‌ها، از مناطق محاصره شده  تخلیه شوند. اقدامها لازم  صورت می‌گیرد تا آنها محفوظ نگه داشته شوند، بتوانند مراسم مذهبی خود را انجام دهند.تخت آموزش و پرورش، در صورت امکان، توسط اشخاص با ملیت مشابه قرار گیرند.با آنها همانند شهروندان  آنها از همان رفتار ترجیحی به عنوان شهروندان همان منطقه برخور خواهند شد. شورای امنیت سازمان ملل قطع نامه حفاظت از کودکان در درگیری‌های مسلحانه را تصویب کرد.
در طی بازداشت، آنها باید جداگانه از بزرگسالان نگهداری شوند، مگر اینکه با والدین و اعضای خانواده خود باشند. غذای اضافی باید با توجه به نیازهای فیزیولوژیکی آن‌ها داده شود.
همچنین کودکان به عنوان کودکان مبارز محافظت می‌شوند طرفین درگیری باید از دخالت دادن آنها در خصومت‌ها خودداری کنند.اجتناب کنند  در صورت شرکت در نبرد کودکان باید از حفاظت خاص برخوردار باشند . مجازات مرگ برای افراد زیر ۱۸ سال اعمال نمی شو

## حفاظت در حین درگیری‌های مسلحانه غیر بین‌المللی
تعداد زیادی درگیری‌های مسلحانه غیربین المللی پس از جنگ جهانی دوم وجود داشته‌است این. درگیری‌ها با دو عامل مشخص شده‌اند
- طرفین درگیری متعلق به یک حوزه قضایی هستند؛ در نتیجه  مشکل می  توان دریافت کی  غیرنظامیان در دست دشمن هستند.
- حداقل یکی از طرفین از نیروهای مسلح غیردولتی تشکیل شده‌است.[۲۲]

به عنوان یک نتیجه، هدف اصلی قانون بین‌المللی بشر دوستانه، حفاظت از افراد غیرنظامی نیست. بلکه حفاظت از همه آنهایی است که در درگیری نیستند. (به استثنای ماهیت قدرت بازداشت کننده].
رفتار انسانی توسط ماده عام ۳ کنوانسیون ژنو اعطا می‌شود که این موارد را ممنوع می‌کند:
- خشونت به زندگی و شخص (یعنی قتل و شکنجه).
- گروگان‌گیری؛
- تحقیر کرامت شخصی، به‌خصوص رفتارهای تحقیر آمیز و خوار کننده؛
- تصویب احکام و اجرای اعدام بدون قضاوت قبلی یک دادگاه که تمام تضمین‌های قانونی را ارائه می‌دهد که توسط ملل متمدن ضروری است. "

پروتکل الحاقی دوم ماده ۳ کنوانسیون ژنو را تکمیل می‌کند و اقدامات ممنوعه ای را اضافه می‌کند و به افراد محافظت شده حقوق «احترام به شخص، احترام و اعتقادات مذهبی» را تأمین می‌کند.
کودکان همچنان از حفاظت ویژه استفاده می‌کنند
پروتکل الحاقی دوم همچنین جابجایی اجباری غیرنظامیان را ممنوع می‌کند.

## ارتباط بین پایان درگیری مسلحانه و حفاظت
در جهان معاصر تعیین پایان جنگ مسلحانه دشوارتر می‌شود و در نتیجه، استفاده از قوانین بین‌المللی بشردوستانه به‌طور کلی و به خصوص برای افراد محافظت شده [۸۵]بارز می‌شود.. جنگ در جهان معاصر به ندرت با شکست کامل یا صلح واقعی پایان می‌یابد. با این حال، تحت هر شرایطی، افراد حفاظت شده با حداقل ضمانت وبا قانون بین‌المللی حقوق بشر محافظت می‌شوند.

## تحریم‌ها
کنوانسیون‌های ژنو برای کسانی که حفاظت افراد حفاظت شده را به‌طور جدی نقض کنند یا به ان فرمان دهند تحریم‌های کیفری در نظر گرفته‌است. این نقض‌های جدی در زیر مجموعه جنایت جنگی آمده‌است.